# 400 meter för herrar i friidrott vid olympiska sommarspelen 1996
400 meter för herrar vid olympiska sommarspelen 1996 i Atlanta avgjordes 26-29 juli. 

## Medaljörer
| Gren      | Guld                  | Guld       | Silver                       | Silver | Brons                 | Brons |
| 400 meter | Michael Johnson · USA | 43,49 (OR) | Roger Black · Storbritannien | 44,41  | Davis Kamoga · Uganda | 44,53 |

## Resultat
- Q innebär avancemang utifrån placering i heatet.
- q innebär avancemang utifrån total placering.
- DNS innebär att personen inte startade.
- DNF innebär att personen inte fullföljde.
- DQ innebär diskvalificering.
- NR innebär nationellt rekord.
- OR innebär olympiskt rekord.
- WR innebär världsrekord.
- WJR innebär världsrekord för juniorer
- AR innebär världsdelsrekord (area record)
- PB innebär personligt rekord.
- SB innebär säsongsbästa.

### Final
| Placering | Idrottare                   | Final    | Bana | Semi  | Kvart | Heat  |
| --------- | --------------------------- | -------- | ---- | ----- | ----- | ----- |
|           | Michael Johnson (USA)       | 43,49 OR | 4    | 44,59 | 44,62 | 45,80 |
|           | Roger Black (GBR)           | 44,41    | 3    | 44,69 | 44,72 | 45,28 |
|           | Davis Kamoga (UGA)          | 44,53    | 2    | 44,85 | 44,82 | 45,56 |
| 4.        | Alvin Harrison (USA)        | 44,62    | 1    | 45,04 | 44,79 | 44,69 |
| 5.        | Iwan Thomas (GBR)           | 44,70    | 8    | 45,01 | 45,04 | 45,22 |
| 6.        | Roxbert Martin (JAM)        | 44,83    | 5    | 44,81 | 44,74 | 46,01 |
| 7.        | Davian Clarke (JAM)         | 44,99    | 6    | 44,87 | 44,98 | 45,54 |
| 8.        | Ibrahim Ismail Muftah (QAT) | DNF      | 7    | 45,02 | 44,96 | 45,61 |

### Utslagna i semifinalerna
| Placering | Namn Idrottare         | Tid   |
| --------- | ---------------------- | ----- |
| —         | Samson Kitur (KEN)     | 45,17 |
| —         | Sunday Bada (NGR)      | 45.30 |
| —         | Eswort Coombs (VIN)    | 45.36 |
| —         | Michael McDonald (JAM) | 45.48 |
| —         | Neil de Silva (TRI)    | 45.56 |
| —         | Štefan Balošák (SVK)   | 45.59 |
| —         | Troy Douglas (BER)     | 46.33 |
| —         | Butch Reynolds (USA)   | DNF   |

### Utslagna i kvartsfinalerna
| Placering | Namn Idrottare            | Tid   |
| --------- | ------------------------- | ----- |
| —         | Clement Chukwu (NGR)      | 45,24 |
| —         | Arnaud Malherbe (RSA)     | 45.26 |
| —         | Alejandro Cardenas (MEX)  | 45.33 |
| —         | Tawanda Chiwira (ZIM)     | 45.38 |
| —         | Bobang Phiri (RSA)        | 45.51 |
| —         | Du'aine Ladejo (GBR)      | 45.62 |
| —         | Sanderlei Parrela (BRA)   | 45.72 |
| —         | Mathias Rusterholz (SUI)  | 45.72 |
| —         | Kennedy Ochieng (KEN)     | 45.72 |
| —         | Jean-Louis Rapnouil (FRA) | 45.74 |
| —         | Sugath Thilakaratne (SRI) | 45.78 |
| —         | Piotr Rysiukiewicz (POL)  | 46.19 |
| —         | Paul Greene (AUS)         | 46.22 |
| —         | Hendrik Mokganyetsi (RSA) | 46.48 |
| —         | Jude Monye (NGR)          | DNF   |
| —         | Charles Gitonga (KEN)     | DNS   |

### Utslagna i försöksheaten
| Placering | Namn Idrottare               | Tid   |
| --------- | ---------------------------- | ----- |
| —         | Osmar dos Santos (BRA)       | 46,16 |
| —         | Mark Ladbrook (AUS)          | 46.28 |
| —         | Michael Joubert (AUS)        | 46.30 |
| —         | Shigekazu Omori (JPN)        | 46.30 |
| —         | Troy McIntosh (BAH)          | 46.42 |
| —         | Laurent Clerc (SUI)          | 46.42 |
| —         | Valdinei da Silva (BRA)      | 46.61 |
| —         | Richard Jones (GUY)          | 46.69 |
| —         | Dawda Jallow (GAM)           | 46.73 |
| —         | Shon Ju-Il (KOR)             | 46.74 |
| —         | Evripides Demosthenous (CYP) | 46.76 |
| —         | Robert Guy (TRI)             | 46.80 |
| —         | Mohammed al-Beshi (KSA)      | 46.82 |
| —         | Kossi Akoto (TOG)            | 46.94 |
| —         | Ivan Jean-Marie (LCA)        | 47.13 |
| —         | Eugene Farrell (IRL)         | 47.18 |
| —         | Carl Oliver (BAH)            | 47.41 |
| —         | Mpho Morobe (LES)            | 47.54 |
| —         | Subul Babo (PNG)             | 48.15 |
| —         | Kimitene Biyago (CHA)        | 48.88 |
| —         | Martial Biguet (CAF)         | 48.92 |
| —         | Emmanuel Rubayiza (RWA)      | 49.20 |
| —         | Mohamed Amir (MDV)           | 49.67 |
| —         | Casimiro Nze (GEO)           | 50.14 |
| —         | Hassani Abdou (COM)          | 50.17 |
| —         | Anwar Ali (YEM)              | 50.81 |
| —         | Ibrahim Hassan (GHA)         | DNF   |
| —         | Francis Ogola (UGA)          | DNF   |
| —         | Mustafa Abdelnaser (LBA)     | DSQ   |
| —         | Amar Hecini (ALG)            | DSQ   |
| —         | Ibrahim Ouedraogo (BUR)      | DNS   |
| —         | Justice Dipeba (BOT)         | DNS   |